# 现代汽车运动
现代汽车运动（英語：Hyundai Motorsport）是韩国汽车制造商现代的厂商拉力赛车队，目前使用现代i20 WRC赛车参加世界拉力锦标赛。车队的正式名称是现代壳牌世界拉力车队（英語：Hyundai Shell World Rally Team），而在报名参赛时使用“现代汽车运动”的名义。

## 车队历史

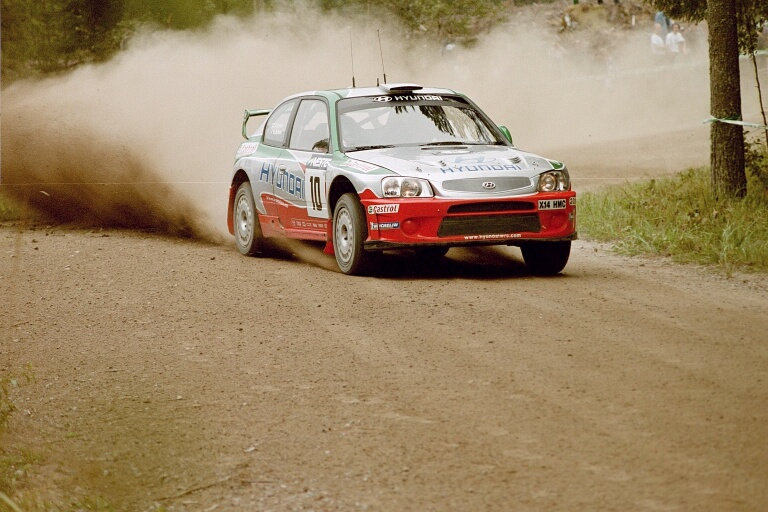
阿利斯特·麦克雷在2001年芬兰拉力赛驾驶雅绅特WRC。

### 2000–03
1999年9月，现代宣布将使用现代雅绅特WRC赛车参加2000年世界拉力锦标赛（WRC）。车队首场比赛是2000年瑞典拉力赛，车手为阿利斯特·麦克雷与肯尼思·埃里克松。两人在阿根廷站分别取得第7和第8名。车队在该年的最好成绩是澳大利亚站的第4名。次年，车队推出了改进版的赛车，但性能仍不足以挑战主要对手，最好成绩为麦克雷在英国站的第4名。2002年，车队签下4届世界冠军芬兰人尤哈·坎库宁，但赛季最好成绩只是新西兰站的第5名，最终在车队积分榜排名第4。2003赛季，在参加了前10站比赛后，现代宣布退出世界拉力锦标赛。

### 2014
2012年，现代宣布将在2014年重返WRC，使用基于现代i20改装的WRC赛车。前标致车队技术总监米歇尔·南丹被聘为车队领队。2013年11月5日，车队宣布与2013年WRC车手亚军——比利时车手蒂里·诺伊维尔签订多年合约，后者将参加2014赛季的全部分站比赛。其后，车队宣布与达尼·索尔多、尤霍·亨尼宁和克里斯·阿特金森三名车手签约，分别驾驶第二辆赛车参加部分分站的比赛。虽然赛季揭幕战蒙特卡洛拉力赛上两辆赛车均以退赛告终，但在第3站墨西哥拉力赛上诺伊维尔即取得第3名，登上领奖台。继波兰站再度登台之后，诺伊维尔在德国拉力赛与索尔多包揽冠亚军，为现代取得在WRC的首场胜利。车队最终在年度积分榜排名第4。
从第4站葡萄牙拉力赛起，车队以“现代汽车运动N”名义增派第三辆车参赛，先后出赛车手包括达尼·索尔多、海登·帕顿和布赖恩·布菲耶。

### 2015
2015赛季开始前，车队宣布放弃上赛季使用的车手轮换策略，改为由诺伊维尔、索尔多和帕顿三名固定车手驾驶3辆赛车参加全年比赛。